# Oradour-sur-Vayres
Pour les articles homonymes, voir Oradour et Vayres.
Oradour-sur-Vayres est une commune française située dans le département de la Haute-Vienne, en région Nouvelle-Aquitaine.
Ses habitants sont appelés Oratoriens.
Elle est intégrée au parc naturel régional Périgord-Limousin.

## Géographie

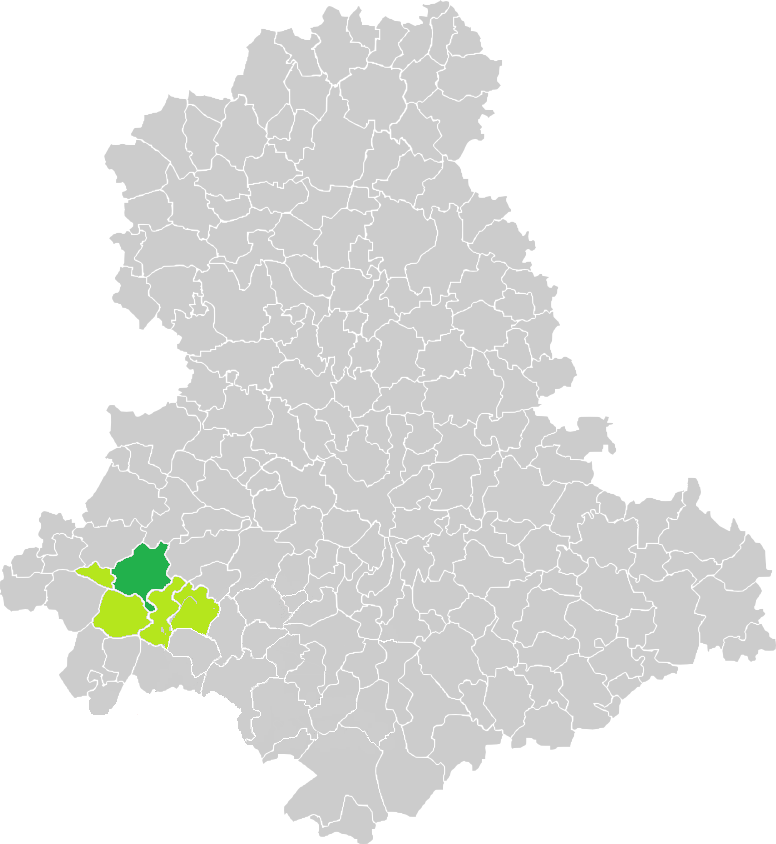
Situation de la commune d'Oradour-sur-Vayres en Haute-Vienne.

La commune se trouve dans l'emprise du cratère de la météorite de Rochechouart.
La commune se situe sur le Plateau du Limousin, dans le Massif central.
La commune d'Oradour-sur-Vayres a une superficie de 39,1 km2. La plus grande ville la plus proche est Limoges, qui est située à 33 km au nord-est.

### Communes limitrophes
Les communes limitrophes sont Saint-Laurent-sur-Gorre, Champagnac-la-Rivière, Cussac, Saint-Auvent, Saint-Bazile et Vayres.
| Vayres       | Saint-Auvent       |                         |
| Saint-Bazile | Oradour-sur-Vayres | Saint-Laurent-sur-Gorre |
|              | Cussac             | Champagnac-la-Rivière   |

### Climat
Pour des articles plus généraux, voir Climat de la Nouvelle-Aquitaine et Climat de la Haute-Vienne.
Historiquement, la commune est exposée à un climat océanique limousin.  
En 2020, Météo-France publie une typologie des climats de la France métropolitaine dans laquelle la commune est exposée à un climat océanique altéré et est dans une zone de transition entre les régions climatiques « Poitou-Charentes » et « Ouest et nord-ouest du Massif Central ».
Pour la période 1971-2000, la température annuelle moyenne est de 11,5 °C, avec une amplitude thermique annuelle de 14,2 °C. Le cumul annuel moyen de précipitations est de 1 105 mm, avec 13,3 jours de précipitations en janvier et 7,9 jours en juillet. Pour la période 1991-2020, la température moyenne annuelle observée sur la station météorologique la plus proche, située sur la commune de Champagnac-la-Rivière à 4 km à vol d'oiseau, est de 11,5 °C et le cumul annuel moyen de précipitations est de 1 189,6 mm,. Pour l'avenir, les paramètres climatiques de la commune estimés pour 2050 selon différents scénarios d'émission de gaz à effet de serre sont consultables sur un site dédié publié par Météo-France en novembre 2022.

## Urbanisme

### Typologie
Au 1er janvier 2024, Oradour-sur-Vayres est catégorisée commune rurale à habitat dispersé, selon la nouvelle grille communale de densité à sept niveaux définie par l'Insee en 2022.
Elle est située hors unité urbaine et hors attraction des villes,.

### Occupation des sols
L'occupation des sols de la commune, telle qu'elle ressort de la base de données européenne d’occupation biophysique des sols Corine Land Cover (CLC), est marquée par l'importance des territoires agricoles (77,4 % en 2018), en diminution par rapport à 1990 (78,4 %). La répartition détaillée en 2018 est la suivante : 
zones agricoles hétérogènes (37,5 %), prairies (36,8 %), forêts (20,1 %), terres arables (3,1 %), zones urbanisées (2,5 %). L'évolution de l’occupation des sols de la commune et de ses infrastructures peut être observée sur les différentes représentations cartographiques du territoire : la carte de Cassini (XVIIIe siècle), la carte d'état-major (1820-1866) et les cartes ou photos aériennes de l'IGN pour la période actuelle (1950 à aujourd'hui).

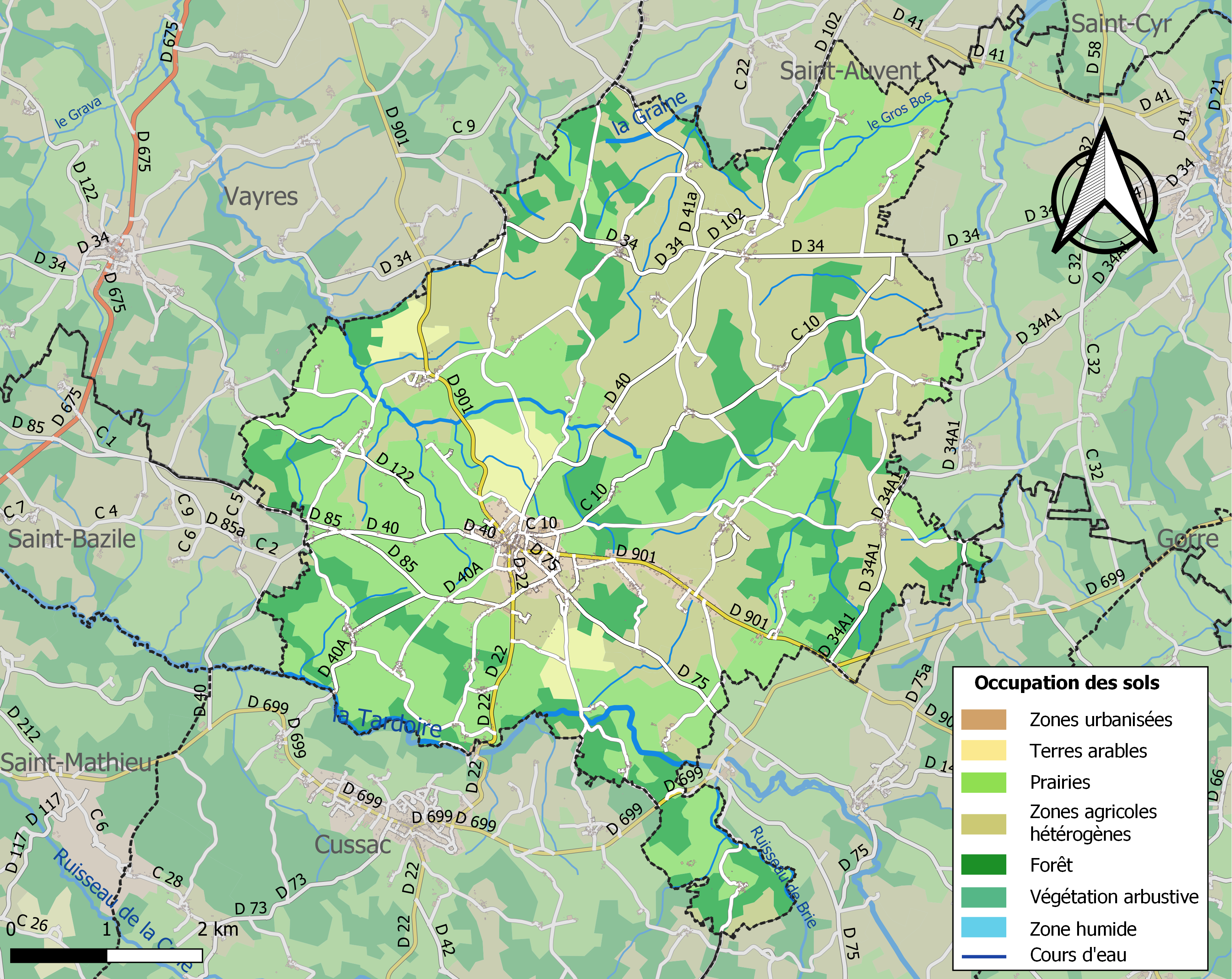
Carte des infrastructures et de l'occupation des sols de la commune en 2018 (CLC).

### Risques majeurs
Le territoire de la commune d'Oradour-sur-Vayres est vulnérable à différents aléas naturels : météorologiques (tempête, orage, neige, grand froid, canicule ou sécheresse) et séisme (sismicité faible). Il est également exposé à un risque particulier : le risque de radon. Un site publié par le BRGM permet d'évaluer simplement et rapidement les risques d'un bien localisé soit par son adresse soit par le numéro de sa parcelle.

#### Risques naturels

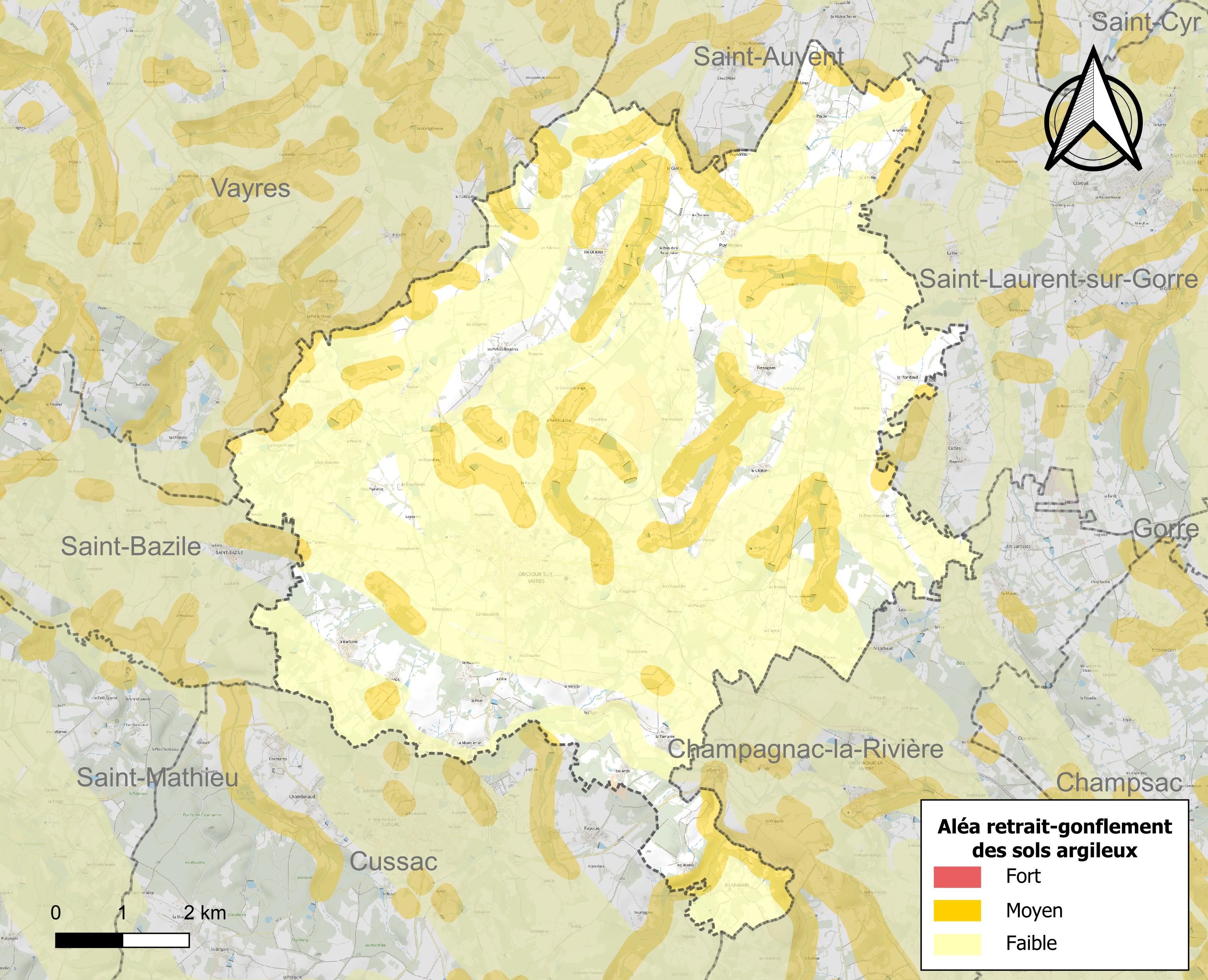
Carte des zones d'aléa retrait-gonflement des sols argileux d'Oradour-sur-Vayres.

Le retrait-gonflement des sols argileux est susceptible d'engendrer des dommages importants aux bâtiments en cas d’alternance de périodes de sécheresse et de pluie. 19,4 % de la superficie communale est en aléa moyen ou fort (27 % au niveau départemental et 48,5 % au niveau national métropolitain). Depuis le 1er octobre 2020, en application de la loi ÉLAN, différentes contraintes s'imposent aux vendeurs, maîtres d'ouvrages ou constructeurs de biens situés dans une zone classée en aléa moyen ou fort,.
La commune a été reconnue en état de catastrophe naturelle au titre des dommages causés par les inondations et coulées de boue survenues en 1982 et 1999 et par des mouvements de terrain en 1999.

#### Risque particulier
Dans plusieurs parties du territoire national, le radon, accumulé dans certains logements ou autres locaux, peut constituer une source significative d’exposition de la population aux rayonnements ionisants. Selon la classification de 2018, la commune d'Oradour-sur-Vayres est classée en zone 3, à savoir zone à potentiel radon significatif.

## Toponymie
L'origine du nom d'Oradour est le mot latin oratorium qui signifie oratoire, lieu consacré à la prière, qui a donné orador en occitan. Historiquement la commune fait partie de l'aire culturelle occitane.

## Histoire
Léon Roche, maire de 1921 à 1940 (destitué par Vichy le 3 octobre 1940), est le seul parlementaire de la Haute-Vienne (député SFIO de l'arrondissement de Rochechouart) à ne pas voter les pleins pouvoirs à Philippe Pétain le 10 juillet 1940. Il entrera dans la résistance en 1941.
Le 2 mars 1943, des jeunes d'Oradour-sur-Vayres refusent de passer la visite médicale du Service du travail obligatoire et manifestent contre le régime de Vichy. Ils partent dans la forêt de Gaboureau y former un maquis, en creusant des caches dans le tuf,.
Jean Fredon (1911-1944), résistant, y fut fusillé avec le capitaine Raymond Faro, chef départemental de l’Armée secrète et sont enterrés à Oradour-sur-Vayres. Une stèle en leur honneur a été érigée dans la cour de l’ancienne prison de Tulle. Aujourd’hui devant une école primaire rappelle le souvenir de cette tragique disparition. Le nom de Jean Fredon a depuis été donné à une rue de Limoges.
L'après midi du 18 juillet 1944, des résistants Francs-tireurs et partisans de St-Junien font dérailler un convoi ferroviaire allemand à Puymoreau, sur la ligne Rochechouart-Oradour-sur-Vayres. Le 19 juillet, un train blindé réussit à s'approcher d'Oradour-sur-Vayres et les combats reprennent, avec l'appui des FTP de Pressac et Gaboureau et l'Armée Secrète de la forêt de Boubon. Finalement, les allemands se replient : 7 maquisards y perdront la vie,.

### Passé ferroviaire du village
|  |  |  |

De 1880 à 1996, la commune d'Oradour-sur-Vayres a été traversée par la ligne de chemin de fer de Saillat-sur-Vienne à Bussière-Galant, qui, venant de Saint-Laurent-sur-Gorre se dirigeait ensuite vers la gare de Champagnac.

A l' époque où le chemin de fer était le moyen de déplacement le plus pratique, cette ligne connaissait un important trafic de passagers et de marchandises. 
	
Avec l'amélioration des routes et le développement du transport automobile, le trafic ferroviaire a périclité et la ligne a été fermée en aux voyageurs en 1940. Le trafic de marchandises a continué jusqu'en 1996 date à laquelle la ligne a été déclassée. Quelques tronçons de l'ancienne ligne subsistent encore de nos jours utilisés comme sentier de randonnée et surtout par le Vélorail de Bussière-Galant à Châlus.

## Démographie
L'évolution du nombre d'habitants est connue à travers les recensements de la population effectués dans la commune depuis 1793. Pour les communes de moins de 10 000 habitants, une enquête de recensement portant sur toute la population est réalisée tous les cinq ans, les populations de référence des années intermédiaires étant quant à elles estimées par interpolation ou extrapolation. Pour la commune, le premier recensement exhaustif entrant dans le cadre du nouveau dispositif a été réalisé en 2006.

En 2022, la commune comptait 1 602 habitants, en évolution de +5,81 % par rapport à 2016 (Haute-Vienne : −0,68 %, France hors Mayotte : +2,11 %).
| 1793  | 1800  | 1806  | 1821  | 1831  | 1836  | 1841  | 1846  | 1851  |
| ----- | ----- | ----- | ----- | ----- | ----- | ----- | ----- | ----- |
| 2 564 | 2 839 | 2 868 | 2 976 | 3 058 | 3 348 | 3 128 | 3 365 | 3 446 |

| 1856  | 1861  | 1866  | 1872  | 1876  | 1881  | 1886  | 1891  | 1896  |
| ----- | ----- | ----- | ----- | ----- | ----- | ----- | ----- | ----- |
| 3 331 | 3 310 | 3 271 | 2 962 | 3 177 | 3 335 | 3 454 | 3 331 | 3 293 |

| 1901  | 1906  | 1911  | 1921  | 1926  | 1931  | 1936  | 1946  | 1954  |
| ----- | ----- | ----- | ----- | ----- | ----- | ----- | ----- | ----- |
| 3 256 | 3 321 | 3 345 | 3 006 | 2 982 | 2 715 | 2 586 | 2 404 | 2 234 |

| 1962  | 1968  | 1975  | 1982  | 1990  | 1999  | 2006  | 2011  | 2016  |
| ----- | ----- | ----- | ----- | ----- | ----- | ----- | ----- | ----- |
| 2 302 | 2 086 | 1 947 | 1 841 | 1 811 | 1 636 | 1 530 | 1 522 | 1 514 |

| 2021  | 2022  | - | - | - | - | - | - | - |
| ----- | ----- | - | - | - | - | - | - | - |
| 1 564 | 1 602 | - | - | - | - | - | - | - |

## Culture locale et patrimoine

### Lieux et monuments
La Voie verte des Hauts de Tardoire offre un itinéraire sécurisé d'Oradour à Châlus à pied, vélo, ou roller.
Les fêtes de la Saint-Christophe se tiennent à Oradour pendant quatre jours et quatre nuits le dernier week-end de juillet : la plus grande fête foraine de la région, la course cycliste, la corrida des feuillardiers, le corso fleuri, les bandas, majorettes et le feu d'artifice attirent jusqu'à 80 000 visiteurs.

#### Généralités historiques

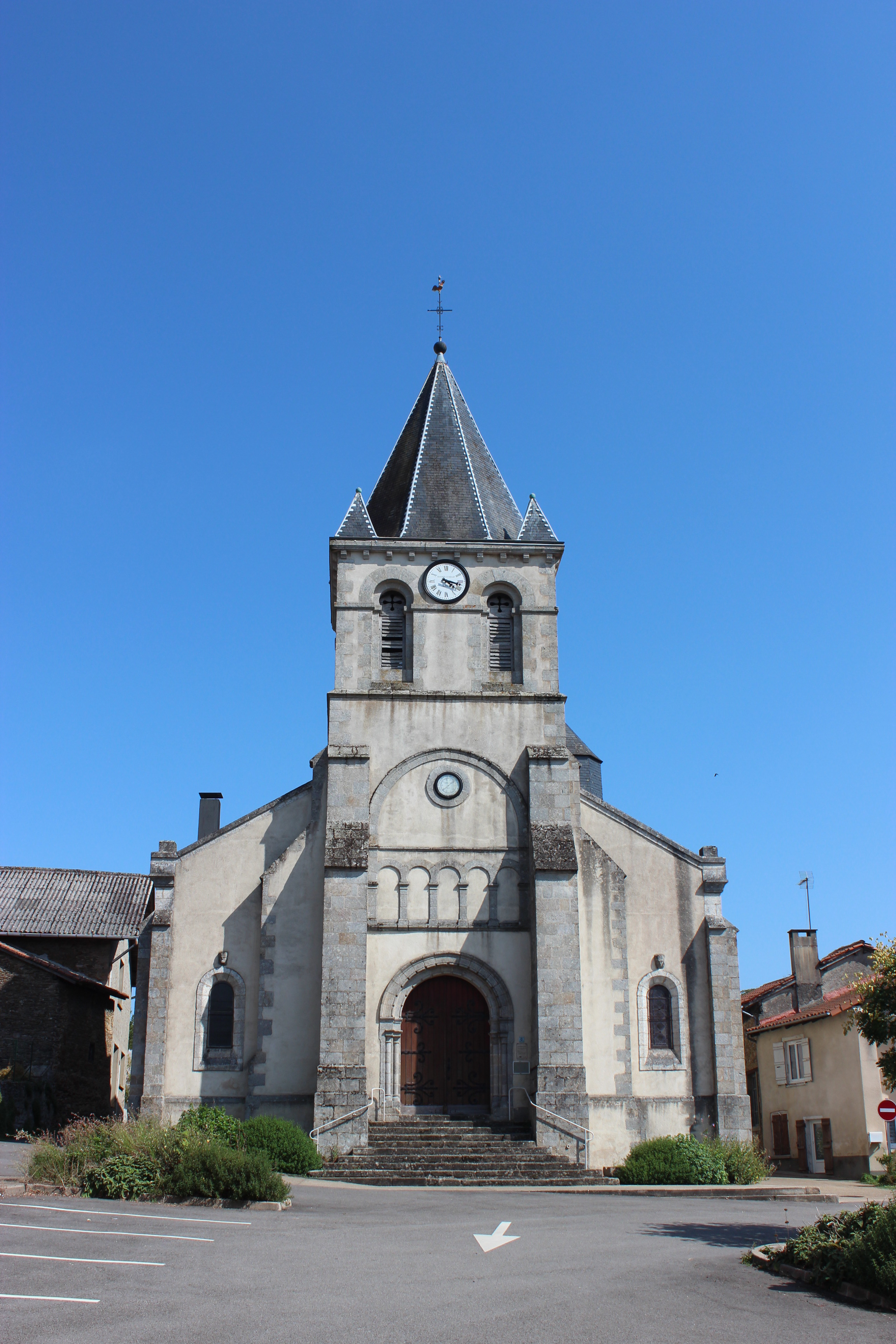
L'église d'Oradour

- Ancienne église fondée au XIe siècle, sous le vocable de Saint-Christophe.
- On trouve un Hélie d'Oradour en 1290, et un Géraud d'Oradour en 1301.

#### Vestiges préhistoriques et antiques
- Le dolmen de la Tamanie est classé au titre des monuments historiques depuis le 14 juin 1971[35].
- Le dolmen des Morinettes.
- Deux tumulus près de la gare.

Un tumulus est mentionné à environ 200 m de la gare, au lieu-dit le Champs-des-Mottes. Il mesurait avant sa destruction 4 à 5 m de hauteur, de 8 m de circonférence à la base. Lors d'une fouille menée en 1899, il aurait été découvert du mobilier (blocs de quartz, grand vase, urne, clous, anneau, morceaux de fer,…). À 80 m de cette motte, on trouvait un autre tumulus et plus au sud, un souterrain-refuge découvert à la suite des travaux du chemin de fer.
- Station néolithique au plateau de Parade

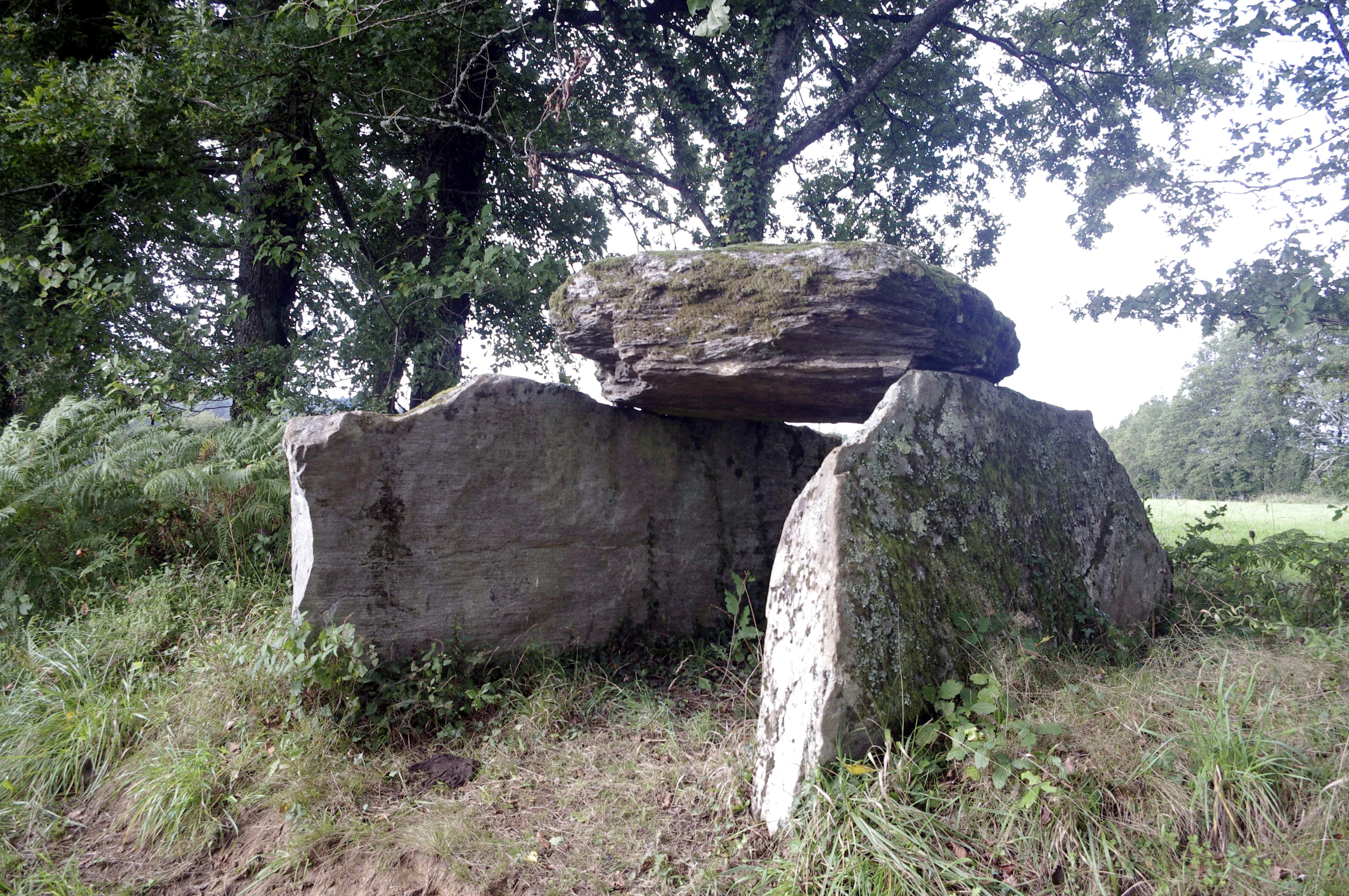
Dolmen de la Tamanie.

#### Architecture civile

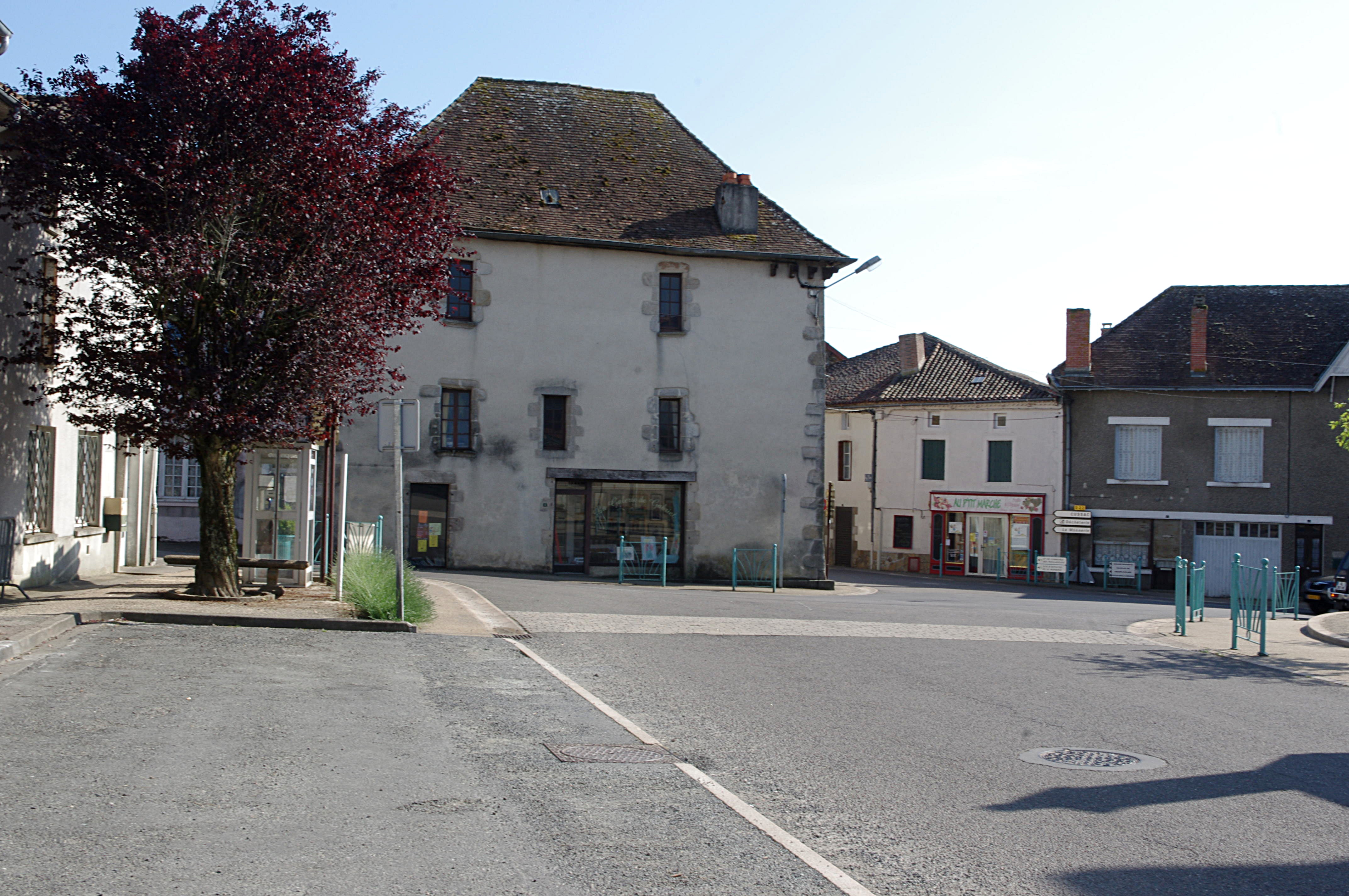
Maisons près de l'église.

- Les Chalards : vestiges d'un camp retranché du haut Moyen Âge.
- Château du Puychevalier, appelé aussi château Desbrosses  (XVIIe siècle) : tourelle. En 1574, il est fait mention d'un François Hugonneau, qui prit plus tard le titre d’écuyer et de seigneur des Brosses-d’Oradour, qui épousa  Jeanne de Rousiers, fille de Gabriel, archer de la garde du roi sous François Ier, et de Françoise de Rousiers de Chéronnac. Pierre Longeaud-Desbrégères, bourgeois, l'acquis en 1786.
- Souterrain-refuge médiéval de 55 m, sous la rue Torte.

#### Architecture sacrée
- Église Saint Christophe reconstruite à la fin du XIXe siècle : clocher de l'ancienne église XIe siècle (église délabrée démolie en 1877) ; bénitier monolithe en granit sous le porche, de l'ancienne église ; vitraux XIXe siècle.
- Nombreuses fontaines guérisseuses : de l'Élysée contre l'épilepsie ; Saint-Christophe contre les maux de ventre ; de Javelaud contre les rhumatismes ; du "Bouna", des Raques, du Ras.

### Patrimoine environnemental
La commune présente deux zones naturelles d'intérêt écologique, faunistique et floristique (ZNIEFF).
- La ZNIEFF continentale de type 2 de la « vallée de la Tardoire (du moulin de Cros à Peyrassoulat) »[37], soit 2 130,31 hectares, concerne dix communes[Note 4] dont Oradour-sur-Vayres.

- La ZNIEFF continentale de type 1 de l'« étang de la Monnerie (vallée de la Tardoire) »[38], soit 30,11 hectares, concerne Cussac et Oradour-sur-Vayres. Cette ZNIEFF comprend une chênaie mésophile et une aulnaie-saulaie marécageuse, une mégaphorbiaie de plaine à angéliques, des  bras morts de la Tardoire et des mares. On y trouve le râle d'eau, la loutre, l'hespérie à miroirs (papillon menacé en Limousin), le galéruque à quatre taches (Phyllobrotica quadrimaculata) ou le Gnorimus variabilis octopunctatus. Cette ZNIEFF est complètement incluse dans la ZNIEFF de la « Vallée de la Tardoire (du moulin de Cros à Peyrassoulat) »[37].

### Personnalités liées à la commune
Naissance
- Léon Roche (1895-1944), homme politique et résistant.
- Gilles Savary (1954- ), député européen et conseiller général de Talence.

### Héraldique
| Blason de Oradour-sur-Vayres | Blason  | D'or au lion couronné de gueules.                |
| Blason de Oradour-sur-Vayres | Détails | Le statut officiel du blason reste à déterminer. |

## Pour approfondir